# Allograpta australensis
Allograpta australensis är en tvåvingeart som först beskrevs av Ignaz Rudolph Schiner 1868.  Allograpta australensis ingår i släktet Allograpta och familjen blomflugor. Inga underarter finns listade i Catalogue of Life.